# Deuses menores gregos
As outras divindades são deuses menores. Muitas vezes filhos dos deuses Olímpicos ou dos Titãs. Apesar de sua pouca participação, não são menos importantes. Alguns deles são de vital importância e muito cultuados no mundo antigo.
Entre eles, podemos ressaltar:
- Anoia - Deusa da demência;
- Anfitrite - Deusa dos mares e esposa de Poseidon;
- Anteros - Deus do amor vingativo;
- Árion - O deus cavalo
- Bia - Deusa da violência;
- Cimopoleia - Deusa das tempestades violentas;
- Cratos - Deus da força e do poder;
- Coalemos - Deus da estupidez;
- Cyamites - Deus do feijão;
- Deimos - Personificação do Personi;
- Despina ‐ Deusa do inverno;
- Eos - Deusa da alvorada;
- Éris - Deusa da discórdia;
- Esculápio - Deus da medicina e da cura;
- Fobos - Personificação do temor;
- Geras - Deus da velhice;
- Hebe - Deusa da juventude eterna, da imortalidade e das jovens noivas;
- Hécate - Deusa da magia e da bruxaria;
- Hélio - Deus do sol;
- Hypnos - Deus do sono;
- Íris - Deusa do arco-íris;
- Ilítia - Deusa do parto e do nascimento;
- Jano - Deus dos caminhos e das mudanças;
- Kairos - Deus do tempo;
- Leto - Deusa do crepúsculo;
- Lissa - Deusa da fúria incontrolável;
- Macária - Deusa da boa morte;
- Métis - Deusa da prudência;
- Morfeu - deus dos sonhos;
- Momo - deusa da burla;
- Mania - Deusa da loucura;
- Melinoe - Deusa dos fantasmas;
- Nice - Deusa da vitória;
- Nemêsis - Deusa da vingança;
- Perséfone - Deusa da primavera, esposa de Hades e rainha do submundo;
- Pã - Deus dos bosques, dos animais doméstico e dos pastores;
- Priapus - Deus da ereção;
- Pandia - Deusa das fases da lua;
- Pallas - O Antigo Deus da Guerra;
- Quione - Deusa da neve;
- Selene - Deusa da lua;
- Tânato - Deus da morte;
- Zelo - Deus da rivalidade;